# Vita nuova (Gianna Nannini)
(Dal primo verso del ritornello)
Vita nuova è un brano musicale della cantautrice italiana Gianna Nannini, pubblicato il 18 settembre 2015 come primo singolo estratto dalla sua quinta raccolta di successi intitolata Hitstory in uscita il 30 ottobre 2015.

## Storia
Dopo poco meno di un anno dall'uscita di Hitalia, progetto discografico che raccoglie sue reinterpretazioni di brani storici della musica italiana, Gianna Nannini torna sulle scene musicali con questo nuovo brano a due anni di distanza dalla pubblicazione dell'ultimo album di inediti, Inno, e dalla collaborazione con Fedez nel brano Nuvole di fango del 29 ottobre 2013.

## La canzone
Composta da Gianna Nannini per quanto riguarda la parte musicale e con la collaborazione del poeta Pasquale Panella per quanto riguarda le parole, fra archi, chitarre elettriche, batteria e voce, Vita nuova evoca un'atmosfera di dolcezza e di entusiasmo verso la vita in cui si rispecchia parte della vena materna della cantautrice toscana.
(Dalla presentazione ufficiale del brano diffusa sui social network di Gianna Nannini)

## Video musicale
Pubblicato su YouTube il 29 settembre 2015, il video di Vita Nuova è diretto da Gaetano Morbioli.

Nel video Gianna si trova a Londra. Col suo tipico stile trasgressivo sale fino in cima alla terrazza di un palazzo per poi varcare un cancelletto con espressamente vietato l'accesso. Una volta lì comincia a rievocare immagini dalla sua infanzia risalendo fino ad alcuni eventi recenti della sua vita. Compaiono infatti scatti originali di Gianna e frammenti di riprese in sintonia con la copertina stessa del singolo che consiste in una foto degli anni settanta in bianco e nero di Gianna ventenne. Fra le varie immagini, ci sono quelle di un concerto del 2007 e lo scatto che si trova nella copertina di GiannaBest.
(Dalla presentazione ufficiale del video diffusa sui social network di Gianna Nannini)